# Phitsanulok
Phitsanulok (em tailandês: พิษณุโลก; romaniz.: Phitsanulok é uma cidade histórica da Tailândia e capital da província de Phitsanulok. É uma das mais antigas cidades da Tailândia, tendo sua fundação se dado a mais de 600 anos.